# 普門院 (和歌山県高野町)
普門院（ふもんいん）は、和歌山県伊都郡高野町高野山にある高野山真言宗の別格本山。本尊は大日如来。宿泊可。

## 歴史
寺伝によれば天長元年（824年）勤操によって開かれたと伝えられ、もとは谷上院谷にあったが、江戸時代中頃に現在の千手院谷へ移ったとされる。

## 文化財
- 国宝
  - 絹本著色勤操僧正像
- 重要文化財
  - 木造釈迦如来及び諸尊像